# Thunderdome
Thunderdome es un famoso concepto de música hardcore techno y gabber utilizada principalmente en diversas fiestas y álbumes de CD. Esta marca representaba festivales de música organizados por la empresa neerlandesa ID&T. El primero de los festivales tuvo lugar en  1992, celebrándose de forma progresiva hasta que en 2012 se anunció el fin de Thunderdome. Aun así, después del acontecimiento de 2012, volvió a resurgir en 2017 con el 25 aniversario, anunciando una edición de 2019 para el año posterior.

## Historia
Antes de que el concepto de Thunderdome existiera, ID&T organizó una grande rave llamada «El examen final», el 20 de junio de 1992. Esto fue el primer intento de atraer a una amplia audiencia de música hardcore y gabber y el primer acontecimiento organizado por ID&T, quién más tarde organizaría otros acontecimientos de música de baile como Tomorrowland, Mysteryland y Sensation White y Black. Más tarde, ese mismo año 1992, organizaron el primer Thunderdome, el cual se llamó sencillamente El domo de trueno, y se celebró el 3 de octubre de 1992 en Heerenveen.
En 1993, ID&T / Arcade Records también empezaron una recopilación de CD de Thunderdome con música gabber popular. ID&T también vendió productos, como camisetas, chaquetas bómber, gorras e incluso una bebida energética (Thundertaste). El concepto Thunderdome se consideró muy importante en la popularización y exntesión de la música gabber durante la década de los 90. Aunque sea el concepto más grande y popular en la escena de los 90, aquel título ahora está siendo rivalizado por otros acontecimientos, como los organizados por Masters of Hardcore.
A finales de 1999 ID&T se separó de Thunderdome y dejó de producir eventos y unidades de CD. Esta separación duró 2 años, hasta que en 2001 volvieron a organizar eventos y CD. Tras la reconciliación se estuvieron realizando uno o dos eventos cada año. En 2002, el concepto del evento era el décimo aniversario de Thunderdome. Se grabó un CD en directo durante el evento y un DVD que salieron titulados ambos «Thunderdome: una década». En 2007 se lanzó el conjunto de 3 CD «XV: 15 años de Thunderdome» con la celebración del 15 aniversario de Thunderdome.
En diciembre de 2012 el evento se anunció como el final de Thunderdome. También se lanzó un álbum de recopilación del aniversario. Una nota de prensa para este álbum anunciaba que: «Todo ello viene completo. Es hora de dejar que Thunderdome se convierta en lo que siempre ha sido: una leyenda».
El 3 de noviembre de 2015, ID&T anunció que mientras el concepto Thunderdome se retiró,  se introdujo un nuevo evento llamado «Thunderdome Die Hard Day». El acontecimiento tuvo lugar el 5 de diciembre de 2015. El 3 de octubre de 2016, el 24 aniversario de la primera edición de Thunderdome, ID&T anunció un segundo Die Hard Day que se celebró el 3 de diciembre de 2016 en el Almacén Elementenstraat en Ámsterdam.
El 17 de febrero de 2017, ID&T publicó el tráiler para el 25 aniversario de Thunderdome, el cual tuvo lugar el 28 de octubre de 2017 en Jaarbeurs Utrecht.
El 24 de julio de 2018, un avión volvió a volar sobre las tierras del festival en el Dominator Festival, igual que en 2016, con una pancarta que decía «Thunderdome - Nos vemos en 2019». Esto seguido de un tráiler oficial subido al canal de YouTube de Thunderdome el 30 de enero de 2019, declarando que la edición de 2019 tendría lugar en Jaarbeurs Utrecht el 26 de octubre de 2019.
El 14 de octubre de 2019, durante la edición de 2019, Thunderdome publicó un tráiler en su canal de YouTube sobre un documental titulado Thunderdome nunca muere: La historia completa. El documental de 82 minutos, producido en colaboración con Deep Thoguht Productions y 2CFilm, detalla la historia e impacto de Thunderdome, incluyendo sus orígenes. El documental fue retransmitido en teatros en el Países Bajos el 14 de noviembre de 2019.
El 8 de septiembre de 2021, Thunderdome lanzó un breve avance de 10 segundos en su canal de YouTube anunciando la edición de 2021 de Thunderdome, que se celebró el 11 de diciembre de 2021 en Jaarbeurs Utrecht. El 6 de octubre se publicó otro tráiler de un minuto.

## Eventos y acontecimientos

### En Países Bajos
- El examen final: 20 de junio de 1992
- Thunderdome I - Thialf en Heerenveen: 3 de octubre de 1992
- Thunderdome II - Frieslandhallen en Leeuwarden: 13 de febrero de 1993
- Thunderdome III - Statenhal en Den Haag: 13 de marzo de 1993
- Thunderdome IV  - Thialf en Heerenveen: 3 de abril de 1993
- Thunderdome V - «La última Thunderdome» Martinihal en Groningen: 8 de mayo de 1993
- Thunderdome - Martinihal en Groningen: 9 de octubre de 1993
- Thunderdome - Jaarbeurs en Utrecht: 27 de noviembre de 1993
- Thunderdome con Multigroove - Ámsterdam: 25 de abril de 1995
- Thunderdome vs. Hellraiser - Ámsterdam: 26 de agosto de 1995
- Thunderdome - «96 Dance or die!» Fec Expo en Leeuwarden: 20 de abril de 1996
- Thunderdome @ Mysteryland - Jaarbeurs Utrecht - 22 de febrero de 1997
- Thunderdome @ Mysteryland- Bussloo - 4 de julio de 1997
- Thunderdome (edición oriental) - Centro Expo Hengelo: 29 de noviembre de 1997
- Thunderdome - Fec Expo Leeuwarden: 28 de noviembre de 1998
- Thunderdome - Thialf Heerenveen: 2 de octubre de 1999
- Thunderdome - Sala Heineken de música Ámsterdam: 25 de agosto de 2001
- Thunderdome - Amsterdam RAI: 12 de octubre de 2002 [Thunderdome una década]
- Thunderdome - Jaarbeurs Utrecht: 25 de octubre de 2003
- Thunderdome - Jaarbeurs Utrecht: 4 de diciembre de 2004
- Thunderdome - Jaarbeurs Utrecht: 3 de diciembre de 2005
- Thunderdome - Jaarbeurs Utrecht: 2 de diciembre de 2006
- Thunderdome - Amsterdam RAI: 15 de diciembre de 2007 [Thunderdome XV]
- Thunderdome - Payback Time - Sala Heineken de Música Ámsterdam: 24 de mayo de 2008
- Thunderdome - Jaarbeurs Utrecht: 20 de diciembre de 2008
- Thunderdome - Fight Night - Sala Heineken de música Ámsterdam: 23 de mayo de 2009
- Thunderdome - Alles naar de kl#te - Jaarbeurs Utrecht: 19 de diciembre de 2009
- Thunderdome - Breaking Barrers - Jaarbeurs Utrecht: 18 de diciembre de 2010
- Thunderdome - Toxic Hotel - Jaarbeurs Utrecht: 17 de diciembre de 2011
- Thunderdome - El examen final - Amsterdam RAI: 15 de diciembre de 2012
- Thunderdome @ Mysteryland - Floriade - Haarlemmermeer: 26 y 27 de agosto de 2017
- Thunderdome 25 - Jaarbeurs Utrecht - 28 de octubre de 2017
- Thunderdome - «Una oda al gabber» Jaarbeurs Utrecht - 26 de octubre de 2019
- Thunderdome - «Somos esclavos de la rave» Jaarbeurs Utrecht - 11 de diciembre de 2021

### En otros países
- Thunderdome V @ Planet Hardcore - Dendermonde, Bélgica - 3 de abril de 1994[13]
- Thunderdome - Keulen Sporthalle Köln en Colonia, Alemania: 11 de julio de 1994
- Thunderdome VII @  Extreme - Affligem, Bélgica - 16 de diciembre de 1994[14]
- Thunderdome - Oberhausen en Revierpark en Ruhr, Alemania: 13 de mayo de 1995
- Thunderdome - Palau Vall D'Hebron en Barcelona, España: 23 de junio de 1995
- Thunderdome - Midland Railway Workshops en Perth, Australia: 1 de octubre de 1995
- Thunderdome XIV @ Club X - Wuustwezel, Bélgica  - 13 de septiembre de 1996[15]
- Thunderdome'96 segunda parte - Sportpaleis en Antwerpen, Bélgica: 16 de noviembre de 1996
- Thunderdome'97 - Sportpaleis en Antwerpen, Bélgica: 23 de marzo de 1997
- Thunderdome en Italia - Número 1, Corte Franca (BS), Italia: 7 de septiembre de 1997
- Global Hardcore Nation - Sportpaleis en Antwerpen, Bélgica: 18 de octubre de 1997
- Thunderdome @ Cherry Moon - Lokeren, Bélgica, 31 de octubre de 1997[16]
- Global Hardcore Nation: El viaje cósmico - Sportpaleis en Antwerpen, Bélgica: 7 de febrero de 1998
- Global Hardcore Nation - Tomorrowland en Boom, Bélgica: 21 de julio de 2017

## Álbumes de CD
Los CD de Thunderdome empezaron en 1993. Originalmente publicados por Arcade Records. Según ID&T y Arcade «más de 1 500 000 de álbumes de Thunderdome» se vendieron en todo el mundo durante 1995. En el año 2000 no se publicó ninguno, desde entonces ID&T se separó del concepto Thunderdome. De 2001 en adelante los álbumes fueron publicados por ID&T, con su propio sello, y de 2004 en adelante por Universal.
El último álbum de Thunderdome se llamó «Alto voltaje» y salió el 2 de octubre de 2020.
En 1998 se intentó lanzar una tirada de Thunderdome independiente en los EE. UU. bajo el sello de Arcade America, pero solo se lanzó un álbum.